# Universitatea din Buenos Aires

Universitatea din Buenos Aires (în limba spaniolă: Universidad de Buenos Aires) este o universitate fondată în anul 1821, în Buenos Aires, Argentina.

## Legături externe

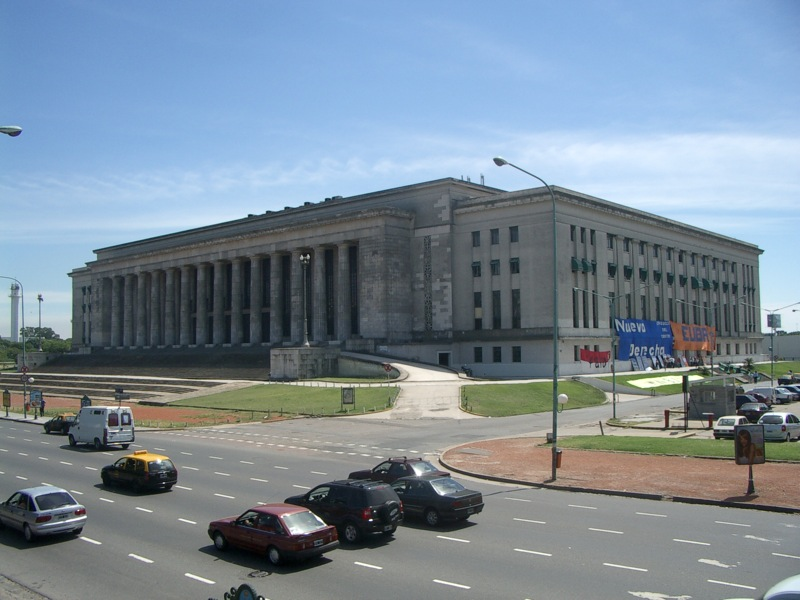
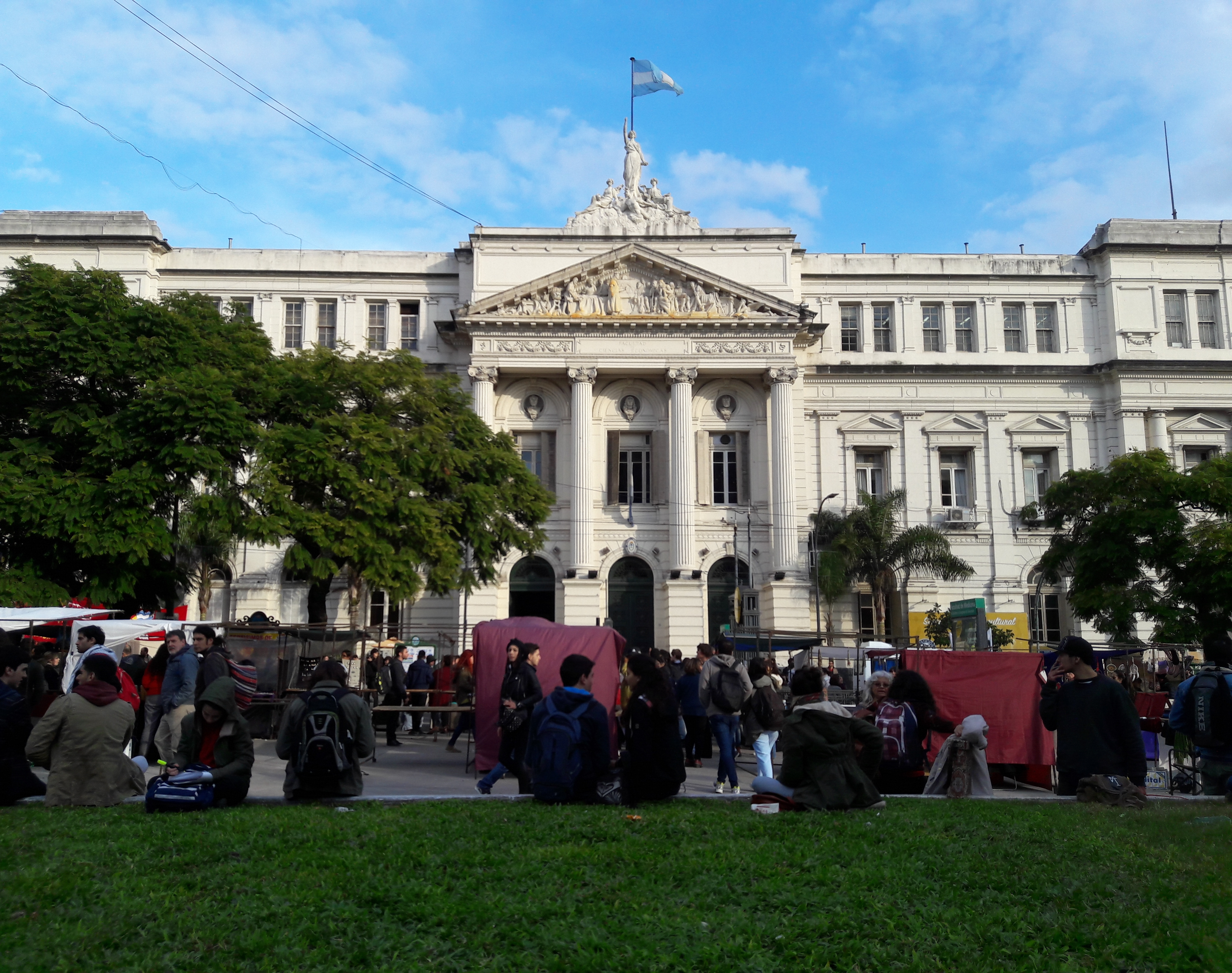
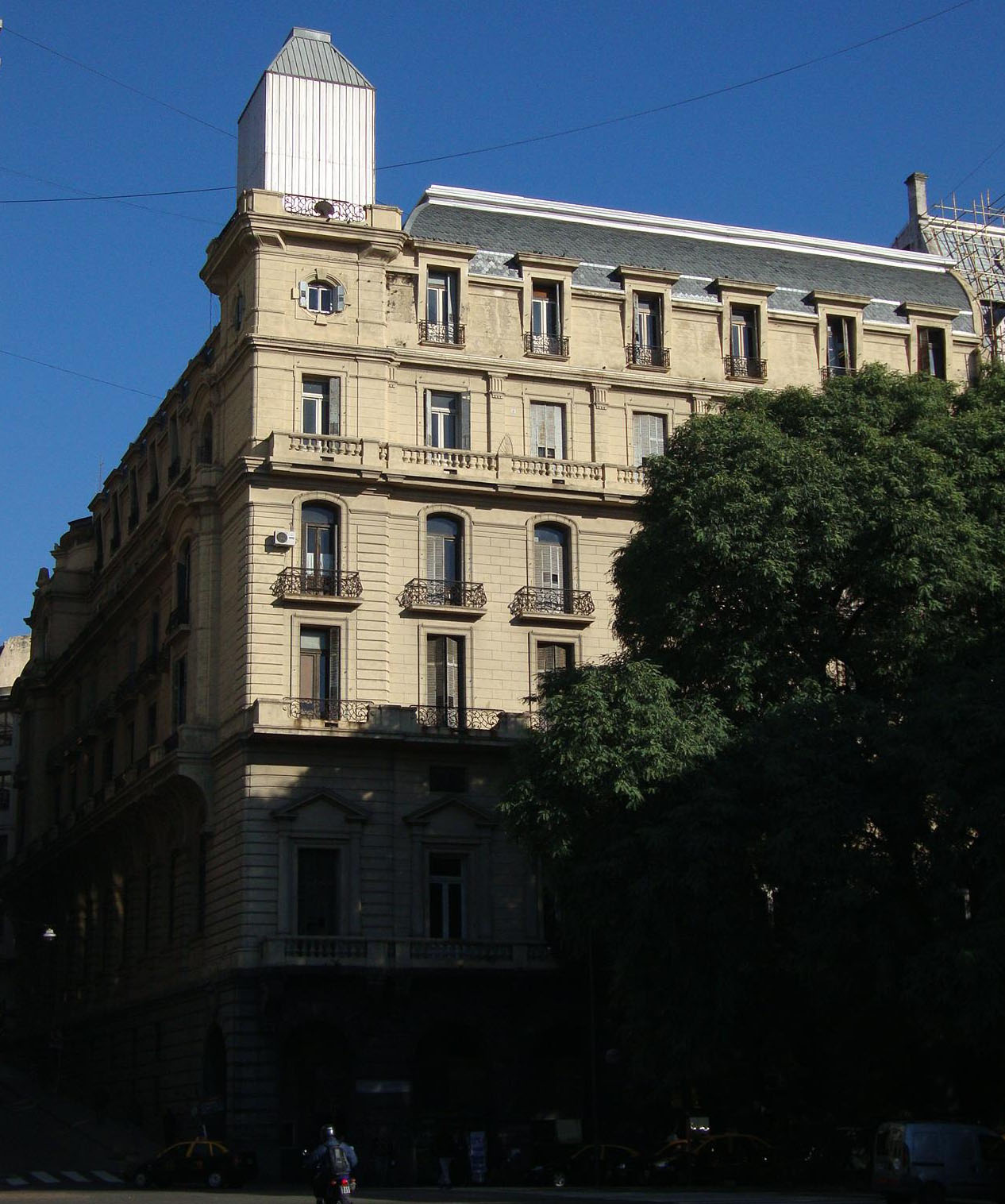
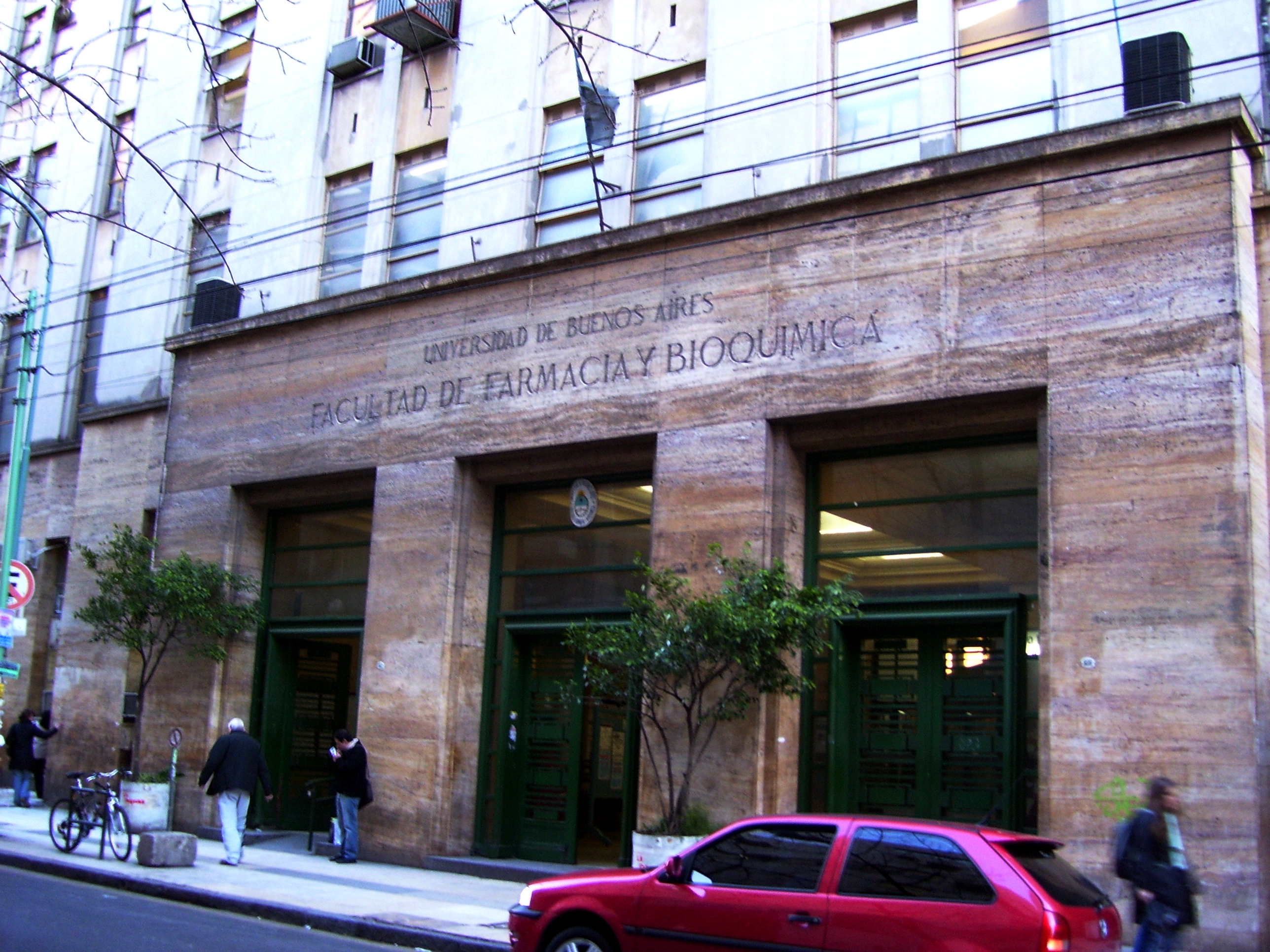
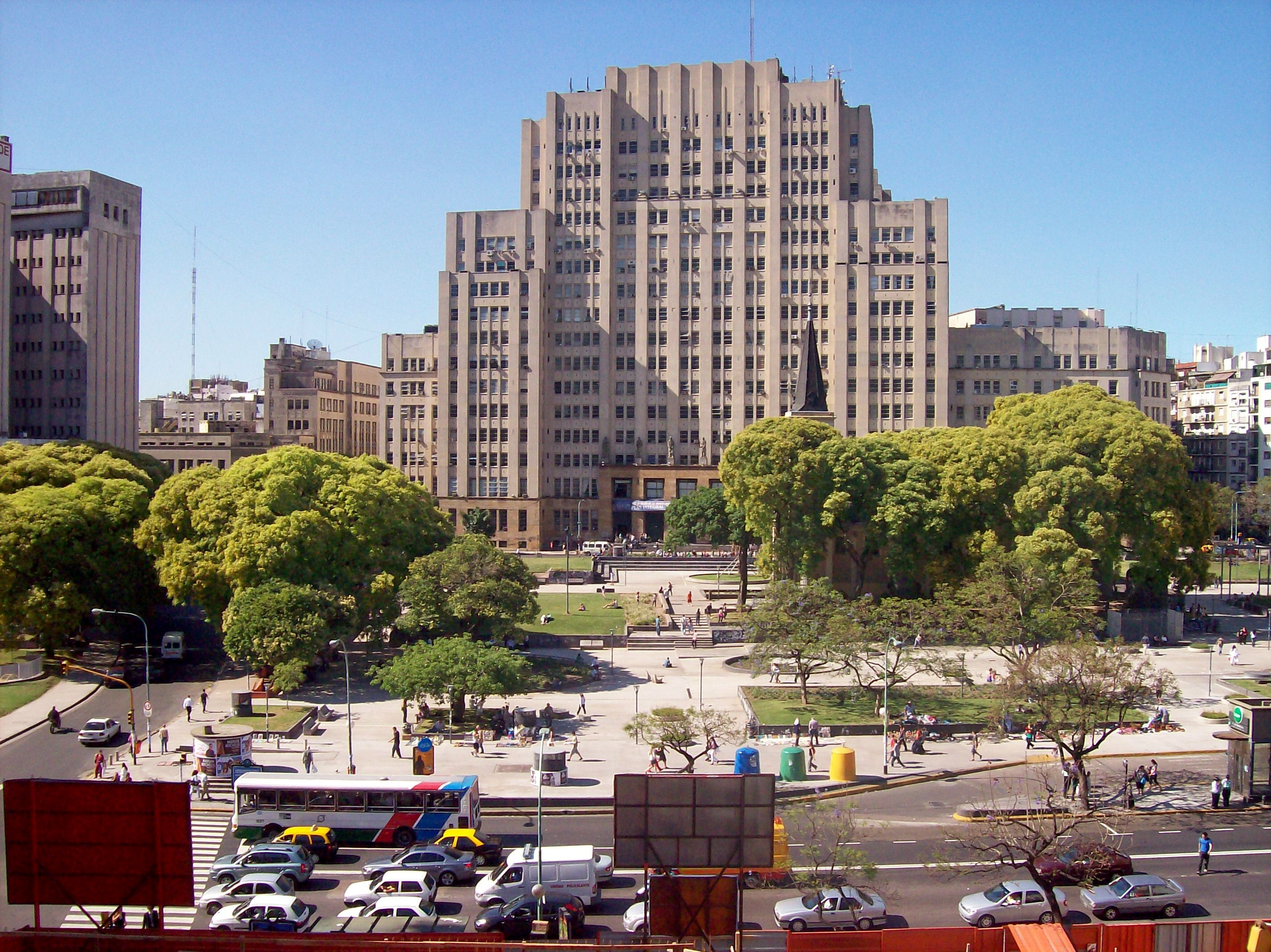
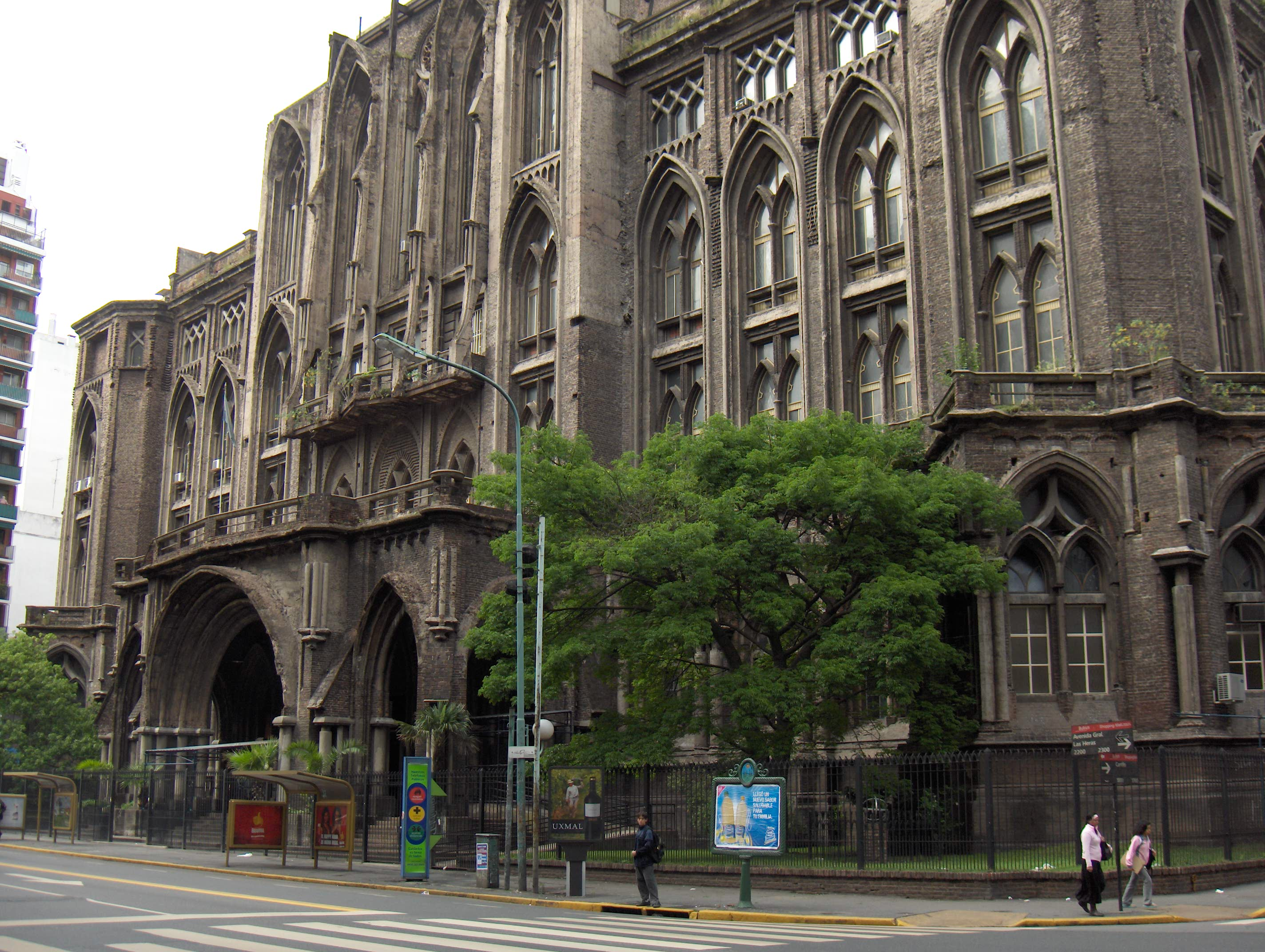